# Giuseppe Diamantini
Giuseppe Diamantini, né en 1621 à Fossombrone où il est mort en 1705, est un graveur et un peintre italien qui fut actif essentiellement à Venise.

## Biographie
Giuseppe Diamantini est né à Fossombrone et sa biographie ne comporte pas d'informations documentées quant à sa formation et le début de son activité. On sait qu'il arrive à Venise vers l'an 1650 et est connu pour avoir dessiné le titre de la page du libretto pour l'opéra L’inganno riconosciuto de Camillo Contarini (1666).
Il a été le mentor de Rosalba Carriera à ses débuts ainsi que d'un peintre nommé Santo Piati.
Il a peint à fresque Dieu le Père au plafond de la chaire de l'église San Giovanni Crisostomo  ainsi qu'un retable de l'Adoration des mages pour l'église San Moisè à Venise.
Il a peint des scènes mythologiques des dieux Mercure et Argus, Junon, Jupiter et Io et Vénus pour le hall du palais Badoer.
Giuseppe Diamantini a également produit une série d'environ soixante estampes, principalement sur des sujets mythologiques et classiques.
Il a laissé un nombre considérable de plaques et de gravures.
En 1698, Diamantini revint à Fossombrone où il mourut.

## Œuvres

### Peintures
- Dieu le Père, fresque pour le plafond de l'église San Giovanni Crisostomo à Venise,
- Adoration des mages, retable, église San Moisè,
- Mercure et Argus, Junon, Jupiter et Io et Vénus, Palazzo Badoer.

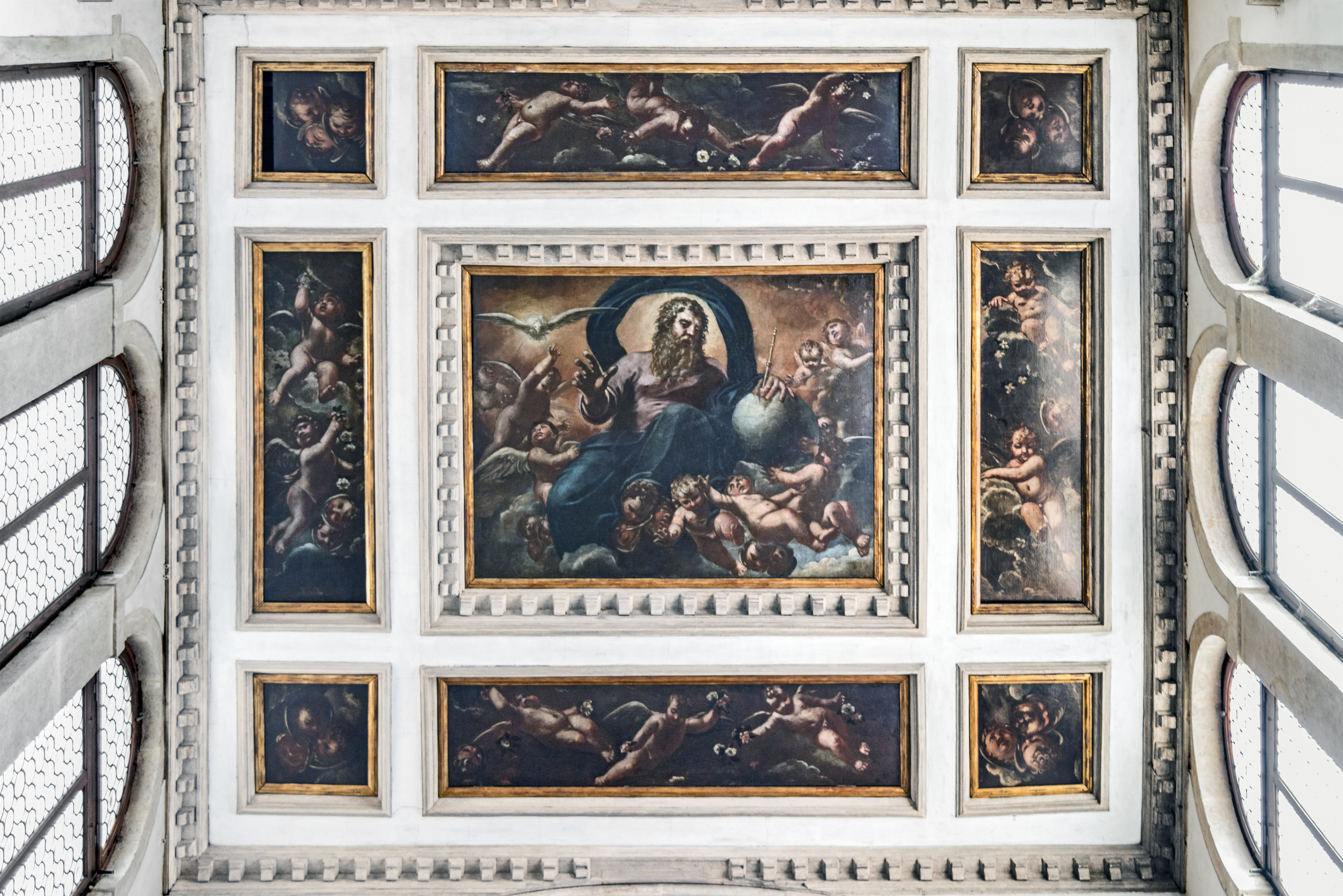
Dieu le Père et des anges, église San Giovanni Crisostomo.
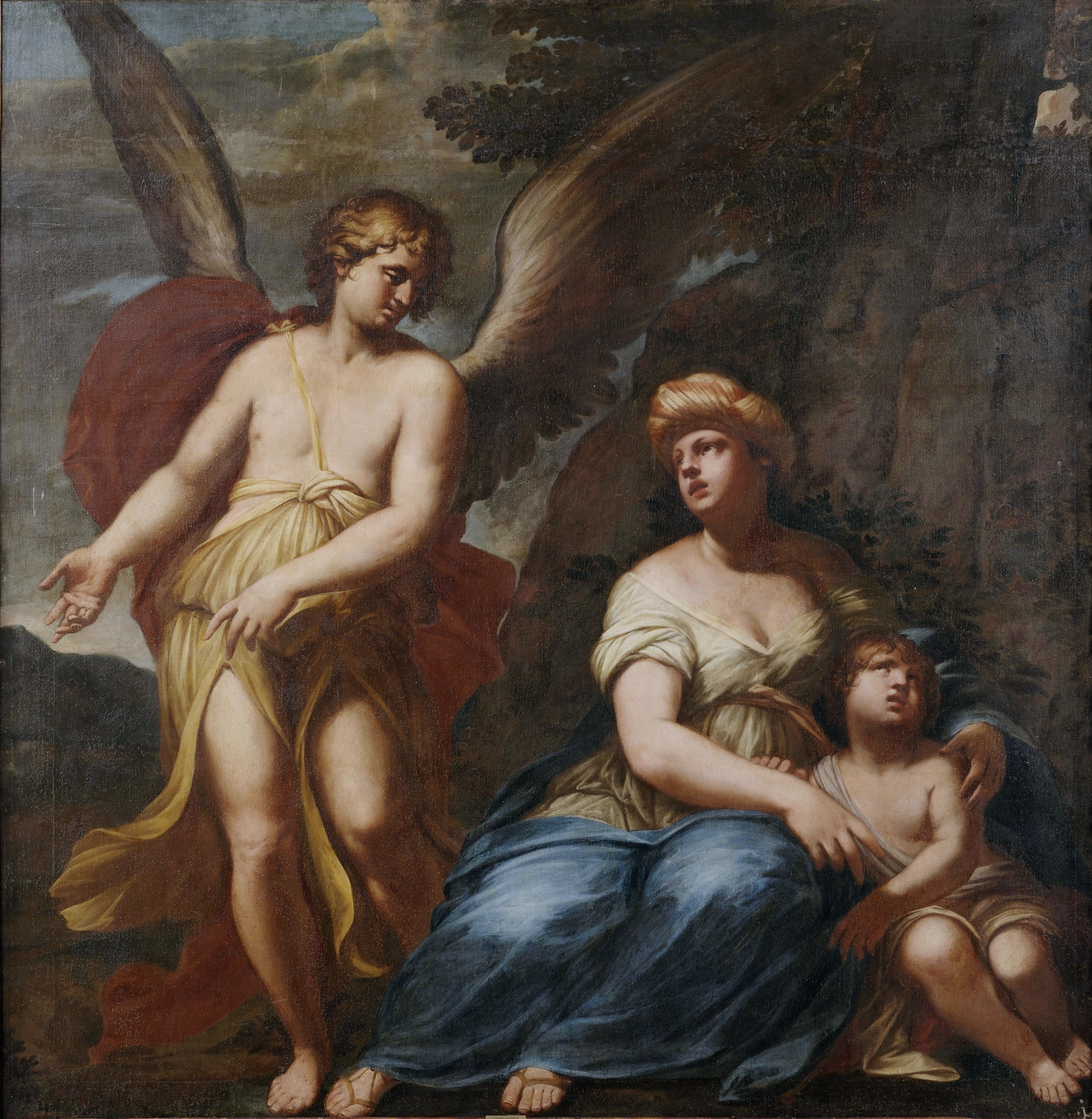
Ange, Hagar et Ismael.

### Gravures
- Sainte famille avec saint Jean tenant une croix,
- Agar dans le désert
- Noces de Cana, d'après Paul Véronèse,
- Christ mort soutenu par un ange.
- Mort de Didon,
- Vénus, Cérès et Apollo,
- Mercure et Flore,
- Chute de Phaéton,
- Mercure et Argus,
- Vénus et Adonis,
- Mars et Vénus,
- Diane et Endymion,
- Sacrifice d'Iphigénie
- Borée quittant Orithye,
- La Justice et la Paix, huit sujets allégoriques de différentes tailles.